# Huveaune
Die Huveaune [yvon] ist ein Küstenfluss in Frankreich, der in der Region Provence-Alpes-Côte d’Azur verläuft. Sie entspringt im Regionalen Naturpark Sainte-Baume, auf der Nordseite der Bergkette Massif de la Sainte-Baume, im Gemeindegebiet von Nans-les-Pins. Die Quelle liegt in der Felshöhle Grotte de Castelette, aus der das Wasser über mehrere Sinterbecken herausströmt. Der Fluss entwässert zunächst in nordwestlicher Richtung, dreht dann aber auf Südwest bis West, erreicht bei Auriol das stark besiedelte Gebiet im Großraum von Marseille, wird ab hier von den Autobahnen A52 und A50 begleitet, durchquert das Stadtgebiet von Marseille im Nordosten und erreicht nach insgesamt rund 48 Kilometern südlich des Stadtzentrums, unmittelbar beim Parc Borély, das Mittelmeer, wo der Strand an der Mündung nach ihm Plage de l’Huveaune genannt wird. Auf ihrem Weg durchquert die Huveaune die Départements Var und Bouches-du-Rhône.

## Orte am Fluss
- Saint-Zacharie
- Auriol
- Roquevaire
- Aubagne
- La Penne-sur-Huveaune
- Marseille

## Hydrologie
Da aufgrund der starken Besiedelung und Industrialisierung am Fluss die Wasserqualität immer schlechter wurde und den Strand an der Flussmündung verschmutzte, wird seit 1986 ein Großteil der Wasserführung in die Kläranlage der Stadt Marseille abgeleitet und nach der Aufbereitung das Wasser bei der Calanque Cortiou ins Meer eingeleitet. Diese liegt im Massif des Calanques und ist Teil des Nationalparks Calanques.

## Sehenswürdigkeiten
- Quelle in der Grotte de Castelette
- Mittelalterliche Brücke Pont-Peyrène, in der Gemeinde Roquevaire